# Neomeris
Neomeris (en grec antic Νεόμηρις) va ser, segons la mitologia grega, una de les cinquanta Nereides, filla de Nereu, un déu marí fill de Pontos, i de Doris, una nimfa filla d'Oceà i de Tetis. Tenia un únic germà, Nèrites.
La menciona únicament Apol·lodor, entre tots els autors que donen llistes de nereides.